# Das Irrlicht (Film)
Das Irrlicht (Originaltitel: Le feu follet) ist ein französischer Spielfilm in Schwarzweiß von Louis Malle aus dem Jahr 1963. Der Regisseur hatte auch das Drehbuch verfasst. Es basiert auf dem gleichnamigen Roman von Pierre Drieu la Rochelle. Die Hauptrolle des Alain Leroy ist mit Maurice Ronet besetzt. In Frankreich kam der Film zum ersten Mal am 15. Oktober 1963 ins Kino; in der Bundesrepublik Deutschland hatte er seine Premiere erst drei Jahre später, am 7. Oktober 1966.

## Handlung
Nach seiner Rückkehr aus den USA hat Alain Leroy eine viermonatige Entziehungskur hinter sich. Der Arzt der in Versailles gelegenen Privatklinik hält ihn für geheilt und drängt auf Entlassung, aber Leroy plagt „die Angst“. Der Film schildert die letzten 48 Stunden im Leben von Alain Leroy.
Die Handlung setzt ein nach der Nacht, die Leroy mit Lydia, einer Freundin seiner in den USA lebenden Ehefrau, in einem noblen Hotel verbracht hat. Den Tag verbringt er in der Klinik, mit den anderen Patienten jedoch ist ihm kein Gespräch möglich. In seinem Zimmer sieht man ihn mit einer Luger-Pistole hantieren, die er vor dem Arzt sofort verbirgt. Am darauffolgenden Tag fährt Leroy nach Paris und trifft der Reihe nach Freunde aus der Zeit, bevor er in die USA zog: Zuerst Dubourg, der inzwischen mit einer Frau und ihren zwei Töchtern ein glückliches Familienleben führt, dann die Galeristin Eva und den Künstler Urcel, dann die Brüder Minville, die er offenbar seit seiner Zeit als Soldat in Algerien kennt und die anscheinend für die OAS aktiv sind. Schließlich ist er am Abend Gast einer mondänen Gesellschaft im Haus von Cyrille und Solange Lavaud. Bei allen Begegnungen scheint es einen Moment zu geben, an dem Leroy das immer wieder zu hörende „la vie est bonne“ – „das Leben ist gut“ umstimmen könnte. Aber spätestens als er wieder zum Alkohol greift, ist diese Hoffnung dahin.
Nachdem er am nächsten Morgen seinen Rausch ausgeschlafen hat, packt er sorgsam seinen Koffer, rasiert sich ein letztes Mal, liest die letzten Seiten von The Great Gatsby und schießt sich eine Kugel in die Brust.

## Hintergrund
Die Dreharbeiten fanden im Zeitraum von Mitte April bis Anfang Juli 1963 in Paris und Versailles statt. Drehorte waren u. a.:
- Eine Villa am Boulevard de la Reine in Versailles, die als Maison de Santé des Doktor La Barbinais diente, sowie in Paris
- Rezeption und Bar des Hôtel du Quai Voltaire, von wo aus Leroy einige Telefonate führt,
- der Jardin du Luxembourg und das Odéon-Viertel – beim Spaziergang von Leroy und Dubourg,
- ein Haus unmittelbar neben dem Temple de l’Amitié[3] – dorthin begleitet Leroy Eva, die dort mit dem Künstler Urcel wohnt,
- und das Café de Flore, wo Leroy auf die mutmaßlichen OAS-Leute, die Brüder Minville, trifft.

Einer der Regieassistenten des Films war Volker Schlöndorff. Für die Ausstattung war Bernard Evein verantwortlich.
Der Text des Inserts am Ende des Films ist ein Zitat aus Drieu La Rochelles Roman:

„Ich bringe mich um, weil Ihr mich nicht geliebt habt, und ich Euch nicht. Ich bringe mich um, weil unsere Beziehung zueinander zu lose war, um sie enger zu knüpfen. Ich hinterlasse Euch einen unauslöschlichen Fleck.“

## Veröffentlichung
Premiere des Films war am 2. September 1963 in Venedig, am 7. Oktober 1966 kam der Film in die westdeutschen Kinos. 2017 veröffentlichte Arthaus eine DVD- und Blu-ray-Ausgabe (digital remastered) mit Malles Kurzfilm Vive le Tour, ein Farbfilm, den Malle im Jahr zuvor gedreht hat, als Bonus.

## Rezeption / Deutungen
Die unterschiedlichen Deutungen des Films sind erkennbar an den Antworten auf zwei Fragen – Antworten, die einander nicht unbedingt ausschließen, aber doch die Betonung anders setzen:
Warum begeht Alain Leroy Suizid?
Für die eine Sicht stehen Formulierungen wie diese: Leroys Suizid sei logische Folge seiner „Erkenntnis eines verpfuschten Lebens“.
Die andere Sicht betont, dass Leroy früher „erfolgreich“ und sogar „Star der Pariser Gesellschaft“ gewesen sei. Die Ursache für seinen Suizid seien also nicht äußere Lebensumstände, sondern seine von „Melancholie, Schwermut und Selbstmitleid“ geprägte Wesensart.
Wäre Alain Leroys Suizid abzuwenden gewesen, wenn seine letzten Begegnungen mit Freunden anders verlaufen wären?
Enno Patalas (oder Uwe Nettelbeck) schrieb 1966 in Die Zeit: „Louis Malles Film … ist der Rechenschaftsbericht, den sich ein Dreißigjähriger am letzten Tage seines Lebens gibt, ehe er den zuvor gefaßten Entschluß zum Selbstmord realisiert. Sein Freitod ist keine Verzweiflungstat.“
Für The Criterion Collection dagegen habe Leroy noch bis zuletzt versucht, aufrichtige Verbindungen zu seinen sehr unterschiedlichen Freunden wieder herzustellen.

## Kritik
Das Lexikon des internationalen Films zieht folgendes Fazit: „Louis Malle entwickelt aus der Romanvorlage […] das Porträt eines intellektuellen Rebellen gegen bürgerliche Mittelmäßigkeit, dessen narzißtische Verweigerungshaltung gleichsam die dunkle Seite des französischen Existentialismus verkörpert. Kühl und distanziert beobachtend, setzt der Film das Einzelschicksal zugleich in Beziehung zum gesellschaftlichen Umfeld, das von Materialismus, Egoismus und Gefühlskälte geprägt ist.“
Lobend äußert sich auch der Evangelische Film-Beobachter: „Ein Filmkunstwerk hohen Grades, das Diskussionen auslösen wird und nur von reifen Menschen gesehen werden sollte.“

## Auszeichnungen
Bei den Internationalen Filmfestspielen von Venedig wurden dem Film 1963 der Spezialpreis der Jury und der Preis der italienischen Filmkritik zugesprochen.
Die Filmbewertungsstelle Wiesbaden erteilte dem Werk das Prädikat „Besonders wertvoll“.